# سمورچه گونه‌زرد

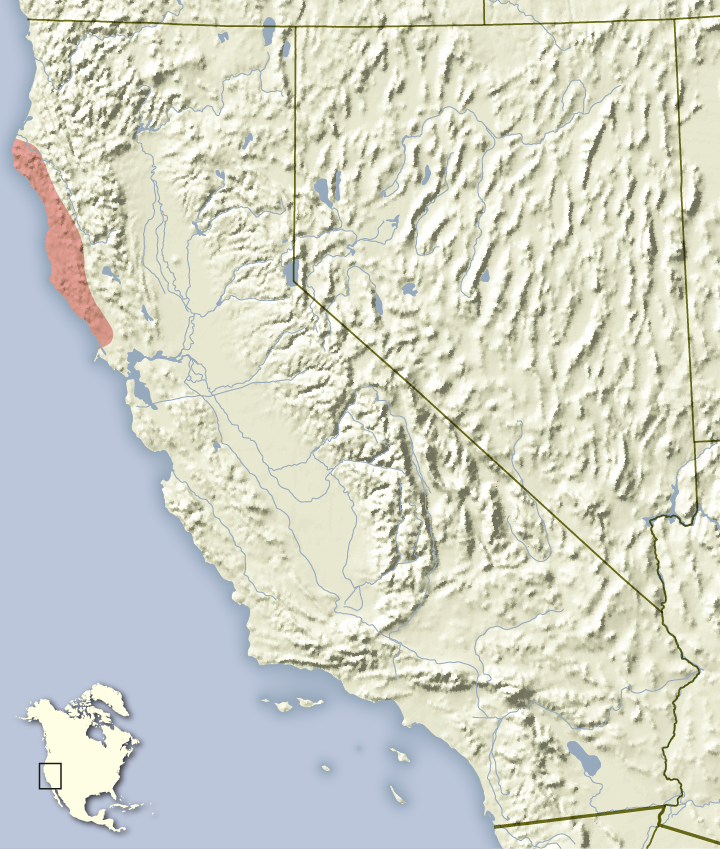

سمورچه گونه‌زرد (نام علمی: Tamias ochrogenys) نام یک گونه از سرده سمورچه است.